# Annie Lee Cooper
Annie Lee Wilkerson Cooper, född 2 juni 1910, död 24 november 2010, var en amerikansk medborgarrättsaktivist, känd för att ha slagit ned sheriff Jim Clark.

## Biografi
Annie Lee Wilkerson Cooper föddes den 2 juni 1910 som Annie Lee Wilkerson i Selma, Alabama. Hon var ett av tio barn till Lucy Jones och Charles Wilkerson Sr. Hon hoppade av skolan efter sjunde klass och flyttade till Kentucky för att bo med en av sina äldre systrar.
1962 återvände hon till Selma för att ta hand om sin mor. När hon upptäckte att hon inte var tillåten att registrera sig för att rösta i Selma, började hon engagera sig i medborgarrättsrörelsen. 
Efter att ha försökt registrera sig för att rösta 1963 förlorade hon sitt jobb som sjuksköterska på ett vilohem. Efter det jobbade hon som kontorist på Torch Motel.
I januari 1965 stod Cooper i kö i timmar utanför Dallas County Courthouse för att registrera sig för att rösta. Sheriff Jim Clark beordrade henne att lämna platsen och stötte henne flera gånger i nacken med en batong. Cooper vände sig då om och gav Jim Clark ett knytnävsslag så att han föll till marken.
Jim Clarks kollegor ville anklaga henne för mordförsök. Cooper satt 11 timmar i arresten efter händelsen, anklagad för "kriminell provokation" men anmälan drogs enligt Cooper senare tillbaka.
Sammanstötningen mellan Cooper och Clark blev berömd bland rösträttsaktivister. Några veckor efter händelsen sa Cooper till en journalist från tidningen Jet att ”Jag försöker vara ickevåldsam, men jag kan inte säga att jag inte skulle göra samma sak om om de behandlar mig lika brutalt som de gjorde den här gången."

## I populärkulturen
I filmen Selma från 2014 porträtterades Cooper av Oprah Winfrey. Winfrey sa att hon tog rollen "på grund av Annie Lee Coopers storslagenhet och för vad hennes mod innebar för en hel rörelse."